# Mark Christopher Lawrence

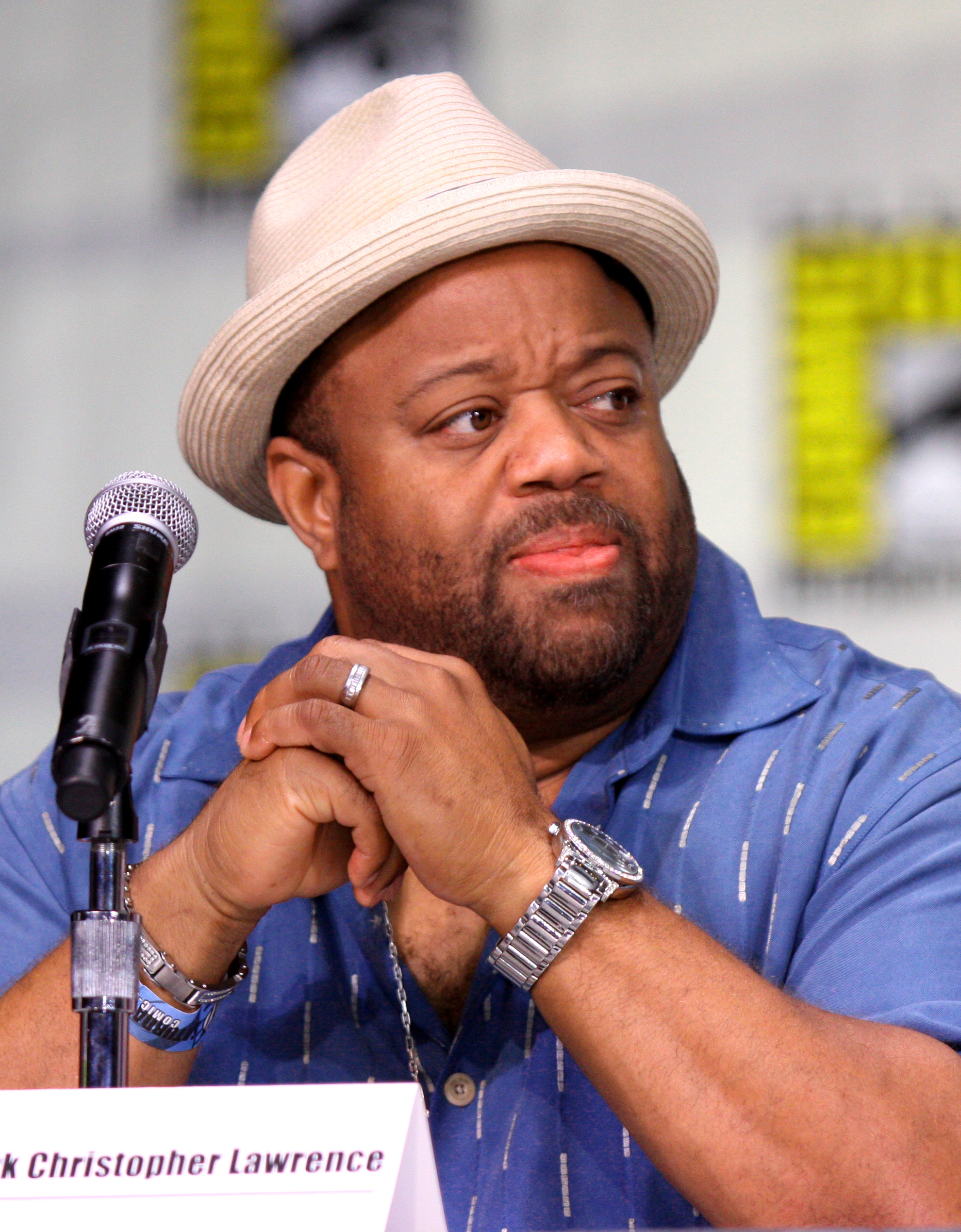
Mark Christopher Lawrence (2011)

Mark Christopher Lawrence (* 22. Mai 1964 in Los Angeles, Kalifornien) ist ein US-amerikanischer Schauspieler, Stand-up Comedian und Synchronsprecher. Größerem Publikum wurde er durch die Rolle des Big Mike in der Fernsehserie Chuck bekannt.

## Leben und Karriere
Lawrence ist in Compton, Kalifornien, mit zwei Geschwistern bei seiner Alleinerziehenden Mutter aufgewachsen. In der zehnten Klasse schloss er sich dem Theater seiner High School an und wurde Mitglied des Debattenteam. Nachdem Lawrence den Wettbewerb der Literaturolympiade seines Schulbezirks gewonnen hatte, nahm er als Mitglied des forensischen Kaders des Cerritos Community College an Wettbewerben auf staatlicher und nationaler Ebene teil. Dadurch wurde der Leiter des Debattierteams der University of Southern California auf ihn aufmerksam und Lawrence erhielt ein Vollstipendium für die Southern California. Während seiner Zeit an der USC nahm er an landesweiten Turnieren teil. Als Student nahm er Schauspielunterricht. Nebenbei arbeitete er im Los Angeles Theatre Center und sammelte erste Erfahrungen. Dort wurde ein Hollywood-Talentagent auf seine Fähigkeiten aufmerksam und so erhielt Lawrence seinen ersten Job im Fernsehen, eine Rolle in Polizeirevier Hill Street (Hill Street Blues). Nach seinem Abschluss arbeitete er mit der San Francisco Mime Troupe und begann mit Stand-Up-Comedy. Auf Touren als Stand-Up-Comedian eröffnete er für Komikergrößen wie Rodney Dangerfield oder Jerry Seinfeld.
Erste Film- und Fernsehrollen hatte er 1988 in Caddyshack II und 1991 in Terminator 2 – Tag der Abrechnung. James Cameron war von seinem komödiantischen Talent so beeindruckt, dass er seinen auf ursprünglich nur zwei Arbeitstage begrenzten Auftritt für mehrere Wochen verlängerte, was seiner Karriere einen Auftrieb gab. Sein Durchbruch war 1993 die Rolle des D.J. Tone Def in dem Film Schieß auf die Weißen (Fear of a Black Hat) von Rusty Cundieff. 1999 porträtierte er in dem Fernsehfilm Shake, Rattle and Roll: An American Love Story den Musiker Fats Domino. Weitere Nebenrollen in Filmproduktionen waren 2001 in Planet der Affen und 2006 Das Streben nach Glück.
Lawrence ist in vielen Gastauftritten zahlreicher Fernsehserien zu sehen. So war er in zwei Folgen von Seinfeld zu sehen, 1996 in Hinterm Mond gleich links, 1997 Sister, Sister, 2000 Malcolm mittendrin, 2004 Crossing Jordan – Pathologin mit Profil, 2006 My Name Is Earl und Weeds – Kleine Deals unter Nachbarn, 2007 Heroes und 2012 Glee.
Von 2007 bis 2012 war er als Big Mike in der Serie Chuck zu sehen. Ursprünglich hatte er für die Rolle Harry Tang vorgesprochen.

## Filmografie
- 1987: Ohara (Fernsehserie, 1 Folge)
- 1988: Caddyshack II
- 1989: Die große Herausforderung (Listen to Me)
- 1991: Terminator 2 – Tag der Abrechnung (Terminator 2: Judgment Day)
- 1991: Roc (Fernsehserie, 1 Folge)
- 1991: Chucky 3 (Child's Play 3)
- 1992: Mann muss nicht sein (Designing Women, Fernsehserie, 1 Folge)
- 1992: Daddy schafft uns alle (Evening Shade, Fernsehserie, 1 Folge)
- 1992, 1994: Seinfeld (Fernsehserie, 2 Folgen)
- 1993: In Living Color (Fernsehserie, 1 Folge)
- 1993: Martin (Fernsehserie, 1 Folge)
- 1993: Schieß auf die Weißen (Fear of a Black Hat)
- 1993: 12:01 (Fernsehfilm)
- 1994: Murphy Brown (Fernsehserie, 1 Folge)
- 1995: Crimson Tide – In tiefster Gefahr (Crimson Tide)
- 1995: Tales from the Hood
- 1995: The George Wendt Show (Fernsehserie, 8 Folgen)
- 1996: The Show (Fernsehserie)
- 1996: Hinterm Mond gleich links (3rd Rock from the Sun, Fernsehserie, 1 Folge)
- 1997: Dieser verflixte Kater (That Darn Cat)
- 1997: Coach (Fernsehserie, 1 Folge)
- 1997: High Incident (Fernsehserie, 1 Folge)
- 1997: Sister, Sister (Fernsehserie, 1 Folge)
- 1997: Men Behaving Badly (Fernsehserie, 1 Folge)
- 1997: Sprung – Jetzt oder nie (Sprung)
- 1997: The Rockford Files: Shoot-Out at the Golden Pagoda (Fernsehfilm)
- 1998: Kelly Kelly (Fernsehserie, 1 Folge)
- 1998: Malcom & Edie (Fernsehserie, 1 Folge)
- 1998: Senseless
- 1998: Caught in the Spray (Kurzfilm)
- 1999: Molly
- 1999: Shake, Rattle and Roll: An American Love Story (Fernsehfilm)
- 2000: Retiring Tatiana
- 2000: Touched by an Angel (Fernsehserie, 1 Folge)
- 2000: Malcolm mittendrin (Malcolm in the Middle, Fernsehserie, 1 Folge)
- 2001: Yes, Dear (Fernsehserie, 1 Folge)
- 2001: Dharma & Greg (Fernsehserie, 1 Folge)
- 2001: Emeril (Fernsehserie,1 Folge)
- 2001: Go with the Fro (Kurzfilm)
- 2001: Planet der Affen (Planet of the Apes)
- 2001: Die 10 Regeln der Liebe (Two Can Play That Game)
- 2001: K-PAX – Alles ist möglich
- 2003: The Mullets (Fernsehserie)
- 2003: Jagd auf den verlorenen Schatz (Lost Treasure)
- 2004: Garfield – Der Film
- 2004: American Dreams (Fernsehserie, 1 Folge)
- 2004: Crossing Jordan – Pathologin mit Profil (Fernsehserie, 1 Folge)
- 2004: Keine Gnade für Dad (Grounded for Life, Fernsehserie, 1 Folge)
- 2004: Reba (Fernsehserie, 1 Folge)
- 2004: Center of the Universe (Fernsehserie, 1 Folge)
- 2004: An Bord der Tiger Cruise (Fernsehfilm)
- 2004: Verrückte Weihnachten (Christmas with the Kranks)
- 2005: Hot Properties – Gut gebaut und noch zu haben (Fernsehserie, 1 Folge)
- 2005: Fair Game
- 2005: Die Insel (The Island)
- 2005: Gut gebellt ist halb gewonnen (Life Is Ruff, Fernsehfilm)
- 2005: Ordinary Miracles (Fernsehfilm)
- 2006: My Name Is Earl (Fernsehserie, 1 Folge)
- 2006: Weeds – Kleine Deals unter Nachbarn (Fernsehserie, 1 Folge)
- 2006: Das Streben nach Glück (The Pursuit of Happyness)
- 2007: Heroes (Fernsehserie, 1 Folge)
- 2007–2012: Chuck (Fernsehserie, 87 Folgen)
- 2008: Shout!
- 2008: The Club (Kurzfilm)
- 2009: Halloween II
- 2010: Speed-Dating
- 2010: Sudden Death (Kurzfilm)
- 2010: Uncle Matin's Sword Trick (Kurzfilm)
- 2010: Silverlake Video: The Movie
- 2011: Retired at 35 (Fernsehserie, 1 Folgen)
- 2011: Sock Babies (Kurzfilm)
- 2012: Glee (Fernsehserie, 1 Folge)
- 2013: S3 – Stark, schnell, schlau (Lab Rats, Fernsehserie, 1 Folge)
- 2013: Meine Schwester Charlie (Good Luck Charlie, Fernsehserie, 1 Folge)
- 2014: Franklin & Bash (Fernsehserie, 1 Folge)
- 2014: Cooties
- 2014: Blood Lake: Killerfische greifen an (Blood Lake: Attack of the Killer Lampreys, Fernsehfilm)
- 2014–2015: Kirby Buckets (Fernsehserie, 2 Folgen)
- 2015: Cocked (Fernsehfilm)
- 2015: Murder? (Fernsehserie, 2 Folgen)
- 2015–2016: Chain Comedy Hour
- 2015: The Operator – Eine Marble Hornets Story (Always Watching: A Marble Hornets Story)
- 2015: When I Wake Up (Kurzfilm)
- 2016: Inside the Extras Studio (Fernsehserie, 1 Folge)
- 2016: The Encounter (Fernsehserie, 1 Folge)
- 2016: Pitch (Fernsehserie, 1 Folge)
- 2016: The Death of Rasputin (Kurzfilm)
- 2016: Moving On (Kurzfilm)
- 2017: Stage Fright (Fernsehfilm)
- 2017: Malibu Dan the Family Man
- 2017: Conflict of Interest
- 2017: Circus Kane
- 2018: West of Hell
- 2018: Mr. Malevolent
- 2019: Maybe I‘m Fine
- 2019: The Detour (Fernsehserie, 1 Folge)
- 2019: Chartered (Fernsehserie, 1 Folge)
- 2019: Black Jesus (Fernsehserie, 1 Folge)
- 2019: The Flourish (Kurzfilm)
- 2019: One Fine Christmas (Fernsehfilm)
- 2019: Mein Weihnachtsglück: Eine zweite Chance für die Liebe (2nd Chance for Christmas)
- 2020: The Dream (Fernsehserie, 1 Folge)
- 2020: Two Degrees (Fernsehserie, 1 Folge)
- 2020: Skin: The Movie
- 2020: $TACK$ (Kurzfilm)
- 2020: Sleeper Agent
- 2020: Leave 'em Laughing (Kurzfilm)
- 2021: All the Queen’s Men (Fernsehserie)
- 2021: Nothing Is Impossible
- 2021: Romeo and Juliet: A Covid Trajedy (Kurzfilm)
- 2022: Family Camp
- 2022: Sprung (Fernsehserie, 1 Folge)